# 斯尼古里夫卡 (拉諾夫齊區)
49°52′59″N 25°52′29″E / 49.88306°N 25.87472°E
斯尼古里夫卡（烏克蘭語：Снігурівка），是烏克蘭的村落，位於該國西部捷爾諾波爾州，由克列梅涅茨區負責管轄，始建於1785年，面積2.09平方公里，2001年人口554，人口密度每平方公里265.6人。